# Eva von Baudissin

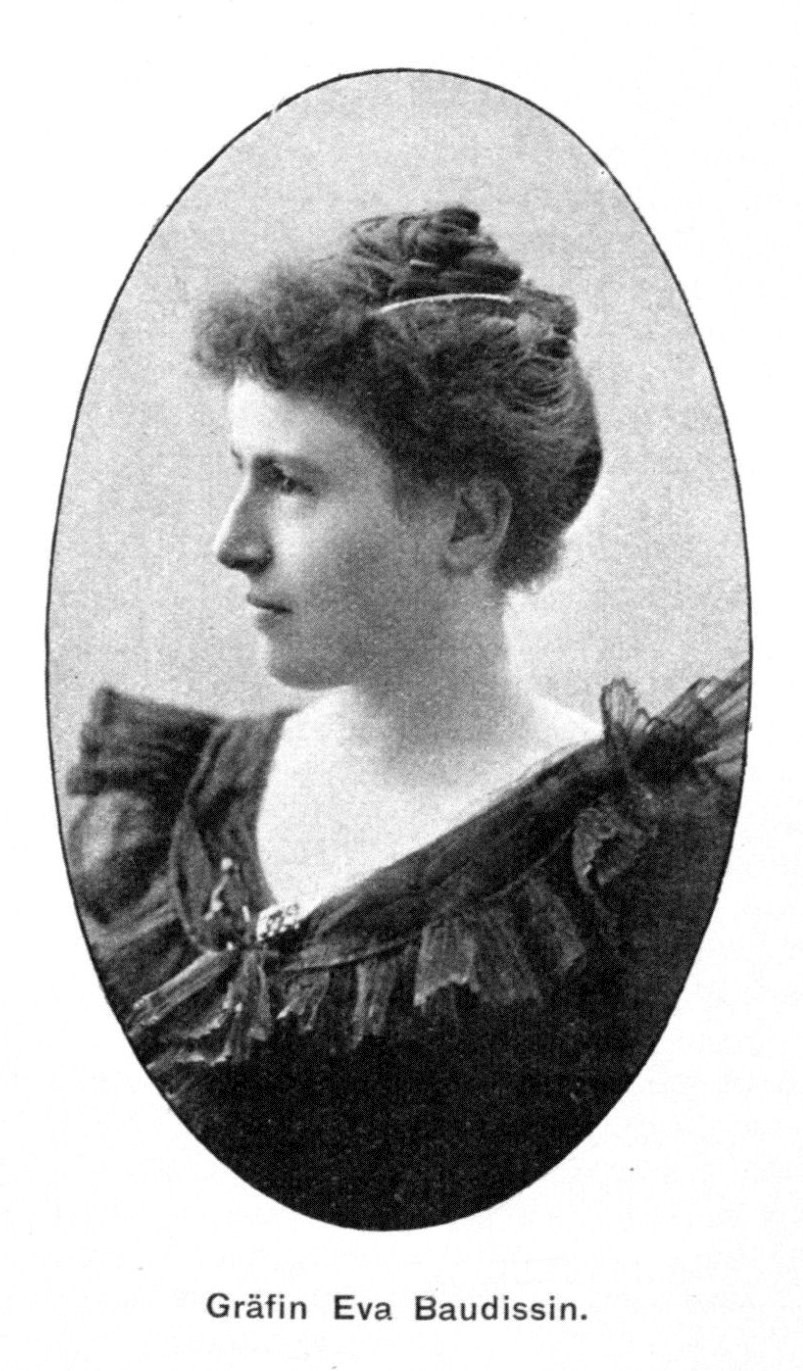
Gräfin Eva von Baudissin, 1901

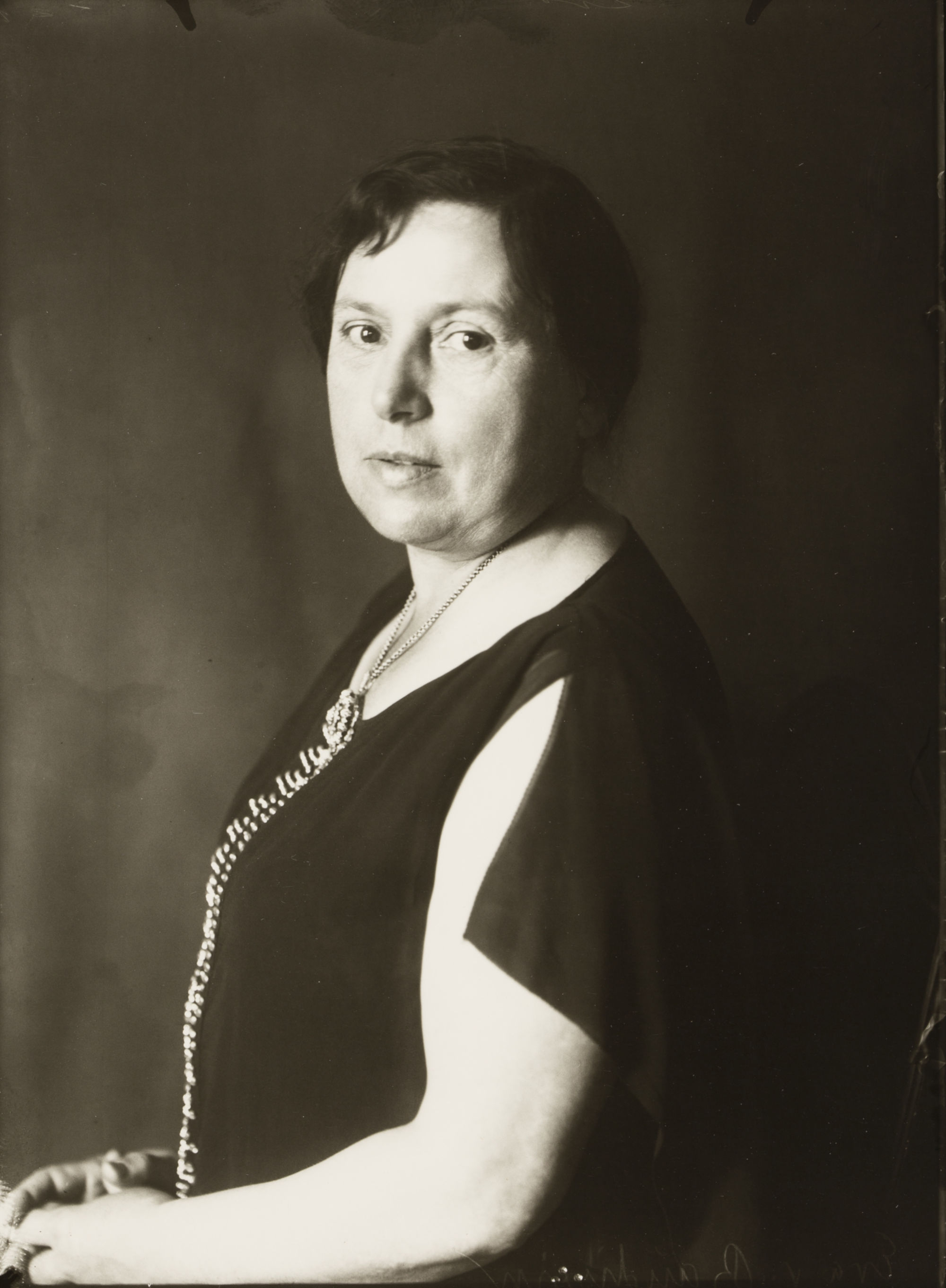
Porträt Eva Gräfin von Baudissin, Fotograf Philipp Kester

Eva Fanny Bernhardine Gräfin von Baudissin, geb. Türk, (* 8. Oktober 1869 in Lübeck; † 11. Februar 1943 in München) war eine deutsche Schriftstellerin. Sie schrieb auch unter dem Pseudonym Bernhard von Brandenburg.

## Leben
Sie wurde als Tochter des Stabsarztes und späteren Stadtphysicus Carl Türk und der Schriftstellerin Emmy Eschricht (1834–1900) in Lübeck geboren. Ihr Großvater war der Rechtshistoriker Karl Türk, ihr älterer Bruder Titus Türk wurde als Marineoffizier bekannt. Über ihre Mutter besteht außerdem eine Verwandtschaft mit dem Dichter Christian Friedrich Scherenberg (1798–1881).
Sie besuchte in Lübeck die höhere Privattöchterschule und beendete 1888 erfolgreich ihre Ausbildung zur Lehrerin. Es folgte ein längerer Aufenthalt bei Bekannten in England. Zurück in Lübeck heiratete sie 1891 den Offizier und Schriftsteller Wolf Ernst Hugo Emil Graf von Baudissin; der Ehe entstammte der Sohn Wolf (1894–1924) und die Tochter Lieselotte. Die Familie lebte bis 1895 in Hamburg, bis 1899 in Schleswig und anschließend bis 1906 in Dresden. Gräfin von Baudissin ließ sich 1906 von ihrem Mann scheiden.
Es folgten verschiedene Reisen. Im Jahr 1908 ließ sich Gräfin von Baudissin in München nieder, wo sie 1943 verstarb. 
Von Baudissin hatte 1892 ihr erstes Werk veröffentlicht: Die Erzählung Das Wegdewood-Weibchen erschien in der Zeitschrift Zeitgeist. Sie veröffentlichte teils unter dem Pseudonym Bernhard von Brandenburg Humoresken, Erzählungen und Romane. Ihr Gesamtwerk umfasst fast 60 Werke, darunter auch eine Biografie über die Sängerin Wilhelmine Schröder-Devrient.
Direkt bei der Gründung des Münchner Schriftstellerinnen-Vereins 1913 trat sie ihm bei. 1927 wurde sie zur zweiten Vorsitzenden des Vereins gewählt. Nach der „Machtübernahme“ durch die Nationalsozialisten 1933 kam es zur Gleichschaltung der Frauenvereine. Die Vereinsmitglieder entzogen der bisherigen ersten Vorsitzenden Carry Brachvogel, die jüdischer Herkunft war, im Mai 1933 den Vorsitz. Baudissin wurde erste Vorsitzende. Am Ende des Jahres beschlossen die Mitglieder, den Verein ganz aufzulösen. Baudissin übergab am 7. Dezember 1933 die Vereinsakten dem Stadtarchiv München zur dauernden Aufbewahrung.
Das Lübecker Museum Behnhaus verwahrt ein Porträt von ihr von August Godtknecht (1873).

## Werke (Auswahl)
Autobiographie
- Aus der Jugendzeit. Erlebnisse von Eva Gräfin v. Baudissin. Mit Ill. v. Arthur Lewin. Hillger Verlag, Berlin 1914, 112 S. (Kürschners Büscherschatz, Bd.  937)

Bearbeitungen
- Der tote Gast. Romantische Erzählung von Heinrich Zschokke. Bearb. von Eva v. Baudissin. H. Hillger Verlag, Berlin & Leipzig 1908. (1001 Erzählungen für Jung und Alt, Bd. 30)
- Das Lexikon der feinen Sitte. Praktisches Hand- und Nachschlagebuch für alle Fälle des gesellschaftlichen Verkehrs. Begründet von Kurt Adelfels d. i. Jacob Stern. Neu herausgegeben und bearbeitet von Eva Gräfin v. Baudissin. Schwabacher Verlag, Berlin 1928. 34.–36. Td., 235 S.

Erzählungen
- Das Wegdewood-Weibchen. In: Zeitgeist. 1892.
- Selbstverschuldet. Zwei Geschichten. H. Steinitz, Berlin (1898?), 234 S. (Neuauflage: Globus-Verlag, Berlin 1925). (Gelbe Romane, Heft 1, 87 S. )
- Auf den Hügeln von Wales. Novelle. DVA, Stuttgart 1902.
- Die Rastedts. Eine heitere Reisegeschichte (Aus Orient u. Okzident). H. Hillger Verlag, Berlin - Leipzig 1907, 279 S. (Neuaufl.: 1914, 192 S., Kürschners Bücherschatz, Bd. 961/962).
- Kriegskameraden und andere Erzählungen. Reclam, Leipzig 1917, 95 S. (Reclam Universal - Bibliothek, Bd. 5917)
- Bauernhaus Sanssouci. Erzählung. Hillger Verlag, Berlin 1918, 9i4 S. (Kürschners Bücherschatz, Bd. 1157)
- Ahoi! Drei See-Erzählungen. Verlag von Grethlein & Co., Leipzig 1919, 128 S.
- Kameradin. Erzählung. Verlag, Hesse & Becker, Leipzig 1919.
- Lus Ehe. Deutsche Buchwerkstätten, Dresden 1919 (Salon-Bücher; 9).
- Die Weberskinder. Eine Erzählung für junge Mädchen. Union DVA, Stuttgart-Berlin-Leipzig 1927, 280 S.
- Bauernhaus Sanssouci. Erzlg. Hillger Verlag, Berlin - Leipzig 1932, 94 S. (Kürschners Bücherschatz (Neue Ausgaben) Bd. 209).

Humoresken
- Daheim und draußen. Humoresken. Reclam, Leipzig 1900.
- Unsere Menagerie und andere Humoresken. Mit Ill. von Wilhelm Roegge. H. Hillger Verlag, Berlin - Eisenach - Leipzig 1903, 108 S. (Kürschner´s Büscherschatz, Bd. 366)
- Von nah und fern. Humoresken. Reclam, Leipzig 1907, 95 S. (Reclams Universal - Bibliothek Bd. 4910)

Romane
- Auf der Grenze. H. Hillger Verlag, Berlin - Eisenach - Leipzig 1898, 126 S. (Kürschner´s Bücherschatz Bd. 87)
- Liebeskämpfe. H. Hillger Verlag, Berlin - Eisenach - Leipzig 1899.
- Glück. H. Steinitz, Berlin 1900.
- Der gute Erich. Otto Janke, Berlin 1900.  (Neuaufl., Hillger, Berlin - Leipzig 1910, 112 S. - Kürschners Bücherschatz, Bd. 746)
- Im engen Kreise. Verlag Engelhorn, Stuttgart 1900.
- a. D. H. Hillger Verlag, Berlin 1903.
- Treibende Wracks. DVA, Stuttgart 1904.
- Grete Wolters. Deutsche Verlags Anstalt, Stuttgart 1905.
- Eine glückliche Hand. Minden Verlag, Dresden 1906.
- Im Laufgraben. Minden Verlag, Dresden & Leipzig 1907, 273 S.
- Kinder einer Familie. 1908.
- Die Schwestern. H. Hillger Verlag, Berlin - Leipzig 1908, 112 S. (Kürschners Bücherschatz, Bd. 614)
- Macht der Vergangenheit. Elischer, Leipzig 1910, 274 S.
- Aus Liebe zu Rußland. 2. Auflage. Minden Verlag, Dresden - Leipzig 1911, 316 S.
- Der Quartalsphilister. Seyfert Verlag, Dresden 1914, 256 S.
- „Sie“ am Seil. Schmidkunz Verlag, München 1914. VIII, 174 S.
- Im Doktorhause. H. Hillger Verlag, Berlin - Leipzig 1916, 110 S.
- Der Winter eines modernen Mädchens. Verlag Vogel & Vogel, Leipzig 1916 (Lipsia - Bücher, Bd. 11).
- Die Laterne über der Tür. Ullstein - Verlag, Berlin - Wien 1917, 187 S. (Ullstein - Bücher, Bd. 94)
- Kleinstadtrausch. Verlag der Bücherfreunde, Berlin 1918.
- Das Nachtigallengebüsch. Ullstein, Berlin - Wien 1918, 249 S.  (Ullstein - Bücher, Bd. 105)
- Einer von Dreien. Scherl Verlag, Berlin 1919, 307 S.
- Die große Woge. Verlag Engelhorn, Stuttgart 1919, 284 S.
- Frau Gisela! Verlag Engelhorn, Stuttgart 1921.
- Die Familie Boz. Ein Roman für junge Mädchen. Meidinger Verlag, Berlin 1930, 208 S.
- Wilhelmine Schröder-Devrient. Der Schicksalsweg einer großen Künstlerin. Drei-Masken-Verlag, Berlin 1937, 265 S.

Sachbücher
- Speemanns goldenes Buch der Sitte. (Spemanns Hauskunde; 4). Spemann Verlag, Berlin 1901, 363 S., von Graf Wolf und Gräfin Eva Baudissin.
- Das goldene Buch der Sitte. Eine Hauskunde für Jedermann. (Spemanns Hauskunde; 4).  Spemann Verlag, Berlin 1904 (zusammen mit Wolf Ernst Hugo Emil von Baudissin).
- Das goldene Buch des Sports (Spemanns Hauskunde). Spemann Verlag, Berlin 1909 (zusammen mit Major Steinitzer).
- Holidays in Bavaria. Reisebeschreibung. Mit Illustr. von Elisabeth von Rommel. Hugendubel, München 1936, 87 S., 1 Tafel.

Theaterstücke
- Die Entlobten. Lustspiel in drei Akten. Verlag F. Bloch, Berlin 1906, 88 S.

Übersetzungen
- John Paris:  Kimono. Wieland Verlag, München 1923.
- Leonora Christina Ulfeldt: Jammersminde. Der Leonora Christina, Gräfin von Ulfeldt, eigenhändige Schilderung ihrer Gefangenschaft im Blauen Turm zu Kopenhagen von 1663–1685. Dt. Übertr. von Eva Gräfin von Baudissin. Verlag Morawe & Scheffelt, Berlin (1917), 187 S. (Nordland - Bücher, Band 20).